# Ginosa
Ginosa is een gemeente in de Italiaanse provincie Tarente (regio Apulië) en telt 22.368 inwoners (31-12-2004). De oppervlakte bedraagt 187,0 km2, de bevolkingsdichtheid is 120 inwoners per km2.
De volgende frazioni maken deel uit van de gemeente: Marina di Ginosa.

## Demografie
Ginosa telt ongeveer 7720 huishoudens. Het aantal inwoners steeg in de periode 1991-2001 met 1,1% volgens cijfers uit de tienjaarlijkse volkstellingen van ISTAT.
| Jaar | Inwoneraantal |
| ---- | ------------- |
| 1991 | 21.907        |
| 2001 | 22.146        |

## Geografie
De gemeente ligt op ongeveer 240 m boven zeeniveau.
Ginosa grenst aan de volgende gemeenten: Castellaneta, Laterza, Matera (MT), Montescaglioso (MT), Bernalda (MT).
Avetrana · Carosino · Castellaneta · Crispiano · Faggiano · Fragagnano · Ginosa · Grottaglie · Laterza · Leporano · Lizzano · Manduria · Martina Franca · Maruggio · Massafra · Monteiasi · Montemesola · Monteparano · Mottola · Palagianello · Palagiano · Pulsano · Roccaforzata · San Giorgio Ionico · San Marzano di San Giuseppe · Sava · Statte · Tarente · Torricella
1. ↑  https://demo.istat.it/?l=it.